# Pachycephala calliope
La Pachycephala calliope, anteriorment Pachycephala fulvotincta, és una espècie d'ocell de la família dels paquicefàlids (Pachycephalidae). És endèmic d'Indonèsia, on s'estén des de Java a l'est fins a Alor i al nord fins a les illes Selayar.

## Descripció
En comparació amb altres membres del grup dels xiuladors daurats, la P. calliope és relativament petita, i els mascles tenen la gola blanca i el pit tenyit de color rovell, excepte a la subespècie teysmanni de les illes Selayar on el plomatge del mascle és semblant al de la femella.

## Distribució i hàbitat
És el membre més occidental del grup dels xiuladors daurats, limitant a l'est amb la xiuladora de barbeta negra i la xiuladora gorjagroga, i al sud amb la xiuladora daurada.

## Taxonomia i sistemàtica
Hi ha qui la Pachycephala calliope la considera una subespècie de la xiuladora daurada i qui la tracta com espècie separada, però l'evidència publicada a favor d'un dels dos tractaments és limitada, i es requereix un estudi addicional per resoldre la complexa situació taxonòmica. Amb la transferència de la subespècie calliope a la xiuladora gorjagroga, en funció de la prioritat el nom científic va canviar de Pachycephala fulvotincta (Wallace, 1864) a Pachycephala calliope (Bonaparte, 1850).
Es reconeixen cinc subespècies:
- P. c. everetti (Hartert, 1896) - Tanahjampea, Kalaotoa i Madu (al sud-est del sud-oest de Sulawesi)
- P. c. javana (Hartert, 1928) - Java oriental i Bali
- P. c. fulvotincta (Wallace, 1864) - De Sumbawa a l'illa d'Alor (oest, illes centrals de les illes Petites de la Sonda)
- P. c. fulviventris (Hartert, 1896) - Sumba (centre-sud de les illes Petites de la Sonda)
- P. c. calliope (Bonaparte, 1850) - Timor, Semau i Wetar (illes de la Sonda Est)

La xiuladora de Selayar (Pachycephala teysmanni) es considerava antigament una subespècie.